# 前78年
| 千纪： | 前1千纪 |
| 世纪： | 前2世纪 \| 前1世纪 \| 1世纪                                                                                |
| 年代： | 前100年代 \| 前90年代 \| 前80年代 \| 前70年代 \| 前60年代 \| 前50年代 \| 前40年代                          |
| 年份： | 前83年 \| 前82年 \| 前81年 \| 前80年 \| 前79年 \| 前78年 \| 前77年 \| 前76年 \| 前75年 \| 前74年 \| 前73年 |
| 纪年： | 西汉元凤三年                                                                                               |

## 大事记
- 正月，泰山莱芜山南有数千人声，有大石自立，高丈五尺，大四十八围，入地深八尺，三石为足。石立后有白鸟数千下集其旁。
- 傅介子上书汉朝朝廷，自愿出使大宛。

## 逝世
- 卢修斯·科尼利厄斯·苏拉，古罗马政治家，军事家，獨裁官。
- 眭弘